# David H. Levy
David H. Levy é um astrônomo canadense que descobriu diversos cometas, dos quais o mais famoso deles foi o Shoemaker-Levy 9, descoberto em conjunto com Eugene Shoemaker e Carolyn S. Shoemaker.

## Carreira
Levy descobriu 23 cometas, independentemente ou com Gene e Carolyn Shoemaker. Ele escreveu 34 livros, a maioria sobre assuntos astronômicos, como The Quest for Comets, uma biografia do descobridor de Plutão Clyde Tombaugh em 2006, e sua homenagem a Gene Shoemaker em Shoemaker by Levy. Ele forneceu artigos periódicos para a revista Sky and Telescope, bem como para a Parade Magazine, Sky News e, mais recentemente, para a Astronomy Magazine.

## Descobertas

### Cometas
Visual
- Cometa Levy-Rudenko, 1984t, C/1984 V1, 14 de novembro de 1984
- Cometa Levy, 1987a, C/1987 A1, 5 de janeiro de 1987
- Cometa Levy, 1987y, C/1987 T1, 11 de outubro de 1987
- Cometa Levy, 1988e, C/1988 F1, 19 de março de 1988
- Cometa Okazaki-Levy-Rudenko, 1989r, C/1989 Q1, 25 de agosto de 1989
- Cometa Levy, 1990c, C/1990 K1, 20 de maio de 1990
- Comet Levy periódico, P/1991 L3, 14 de junho de 1991
- Cometa Takamizawa-Levy, C/1994 G1, 15 de abril de 1994
- Cometa periódico 255P/Levy, 2 de outubro de 2006

Fotográfico, como parte da equipe de Eugene e Carolyn Shoemaker e David Levy

- Cometa periódico Shoemaker-Levy 1, 1990o, P/1990 V1
- Periodic Comet Shoemaker-Levy 2, 1990p, 137 P/1990 UL3
- Cometa Shoemaker-Levy, 1991d C/1991 B1
- Cometa periódico Shoemaker-Levy 3, 1991e, 129P/1991 C1
- Cometa periódico Shoemaker-Levy 4, 1991f, 118P/1991 C2
- Periódico Comet Shoemaker-Levy 5, 1991z, 145P/1991 T1
- Cometa Shoemaker-Levy, 1991a1, C/1991 T2
- Cometa periódico Shoemaker-Levy 6, 1991b1, P/1991 V1
- Periódico Cometa Shoemaker-Levy 7, 1991d1, 138P/1991 V2
- Cometa periódico Shoemaker-Levy 8, 1992f, 135P/1992 G2
- Periodic Comet Shoemaker–Levy 9, 1993e, D/1993 F2
- Cometa Shoemaker-Levy, 1993h, C/1993 K1
- Cometa Shoemaker-Levy, 1994d C/1994 E2
- Cometa Jarnac, P/2010 E2 (David Levy, Wendee Levy, Tom Glinos)

### Outros
- Nova Cygni 1975, 30 de agosto de 1975 (descoberta independente)
- Nova Cygni 1978, 12 de setembro de 1978 (descoberta independente)
- Cometa Hartley-IRAS (P/1983 V1), 30 de novembro de 1983 (descoberta independente)
- Cometa Shoemaker 1992y, C/1992 U1 (auxiliado na descoberta)
- Periodic Comet Shoemaker 4, 1994k, P/1994 J3 (auxiliado na descoberta)
- Asteróide (5261) Eureka, o primeiro asteróide troiano marciano, com Henry E. Holt, junho de 1990
- Estabeleceu a natureza cataclismicamente recorrente de 1215-17 TV Corvi (Estrela de Tombaugh), agosto de 1990[3]

### Planetas menores
- Planetas menores descobertos: 61[4]Referências

1. ↑  «David Levy biography». Consultado em 24 de setembro de 2009
2. ↑  «David H. Levy | Canadian astronomer and science writer | Britannica». www.britannica.com (em inglês). Consultado em 23 de março de 2023
3. ↑  Levy, David H.; Howell, Steve B.; Kreidl, Tobias J.; Skiff, Brian A.; Tombaugh, Clyde W. (1 de novembro de 1990). «THE HISTORICAL DISCOVERY AND RECENT CONFIRMATION OF A NEW CATACLYSMIC VARIABLE IN CORVUS». Publications of the Astronomical Society of the Pacific (em inglês) (657). 1321 páginas. ISSN 1538-3873. doi:10.1086/132767. Consultado em 23 de março de 2023
4. ↑  «Minor Planet Discoverers». www.minorplanetcenter.net. Consultado em 23 de março de 2023